# شمال اکور
شمال اکور (به لاتین: Akure North) یک سکونتگاه مسکونی در نیجریه است که در ایالت اوندو واقع شده‌است.